# Reinhard Fink
Reinhard Fink (* 30. Juni 1896 in Leipzig; † 8. Juni 1968) war ein deutscher Bibliothekar und Germanist.

## Leben
Fink studierte Geschichte, klassische und deutsche Philologie in Leipzig, unterbrochen durch den Kriegsdienst von 1916 bis 1917. Als Student wurde er Mitglied der Burschenschaft Suevia Leipzig im ADB. 1921 wurde er promoviert, 1922 legte er das Staatsexamen ab. Schon 1920 begann er an der Universitätsbibliothek Leipzig sein Volontariat, das er 1922 mit der bibliothekarischen Fachprüfung abschloss. In Leipzig stieg er bis zum Bibliothekar auf. Er wurde Mitglied der NSDAP und der SA und wurde von der Polizei bei Beschlagnahmungen von Büchern hinzugezogen.
1942 wurde Fink Direktor der Landesbibliothek Darmstadt. Hier ließ er Bestände auslagern und rettete damit auch wertvolle Handschriften, Inkunabeln und landeskundliche Schriften. In der Nacht vom 11. auf den 12. September 1944 wurden beide Darmstädter Bibliotheksstandorte, u. a. das Darmstädter Schloss, durch Bombenangriffe der Royal Air Force zerstört. Fink verbrachte den Angriff gemeinsam mit weiteren Bibliotheksmitarbeitern und Wachkräften in den Kellern des Schlosses und wurde Zeuge der Vernichtung. 1946 wurde er pensioniert.

## Schriften (Auswahl)
- Studien zu den Dramen des Nicodemus Frischlin, Leipzig 1922 (Leipzig, Univ., Diss., 1920)
- (Hg.): Verzeichnis von Salomon Hirzels Goethe-Sammlung der Universitätsbibliothek zu Leipzig, Leipzig: Hirzel 1932 (Kataloge von Sondersammlungen der Universitäts-Bibliothek zu Leipzig; 1).
- Das 'Chaos' und seine Mitarbeiter. In: Otto Glauning zum 60. Geburtstag: Festgabe aus Wissenschaft und Bibliothek, Leipzig: Hadl 1936, S. 43–53.
- Die Staatsromane des Herzogs Anton Ulrich von Braunschweig. In: Zeitschrift für deutsche Geisteswissenschaft, 1941, S. 44–61.